# Campionati asiatici di atletica leggera indoor 2023
I X Campionati asiatici di atletica leggera indoor si sono svolti ad Astana (Kazakistan) dal 10 al 12 febbraio 2023.

## Uomini
| Specialità | Oro                        | Prestazione | Argento                     | Prestazione | Bronzo                   | Prestazione |
| 60 m | Imranur Rahman             | 6"59        | Shak Kam Ching              | 6"65        | Ryōta Suzuki             | 6"66        |
| 400 m | Ammar Ismail Yahia Ibrahim | 46"25       | Mikhail Litvin              | 46"39       | Fan Tianrui              | 47"30       |
| 800 m | Ebrahim Al-Zofairi         | 1'49"33     | Abdirahman Saeed Hassan     | 1'49"58     | Musaeb Abdulrahman Balla | 1'49"68     |
| 1500 m | Kazuto Iizawa              | 3'42"83     | Mohamed Al-Garni            | 3'43"39     | Adam Ali Musab           | 3'43"42     |
| 3000 m | Mohamed Al-Garni           | 7'55"25     | Keita Satō                  | 7'56"41     | Shadrack Kimutai Koech   | 7'59"84     |
| 60 m ostacoli | David Yefremov             | 7"65        | Chen Kuei-Ru                | 7"68        | Shuhei Ishikawa          | 7"70        |
| Staffetta 4 × 400 m | Kazakistan                 | 3'09"15     | Qatar                       | 3'09"26     | Tagikistan               | 3'34"45     |
| Salto in alto | Ryoichi Akamatsu           | 2,28 m      | Woo Sang-hyeok              | 2,24 m      | Majd Eddin Ghazal        | 2,24 m      |
| Salto con l'asta | Hussein Assem Al-Hizam     | 5,45 m      | Seifeldin Heneida Abdesalam | 5,35 m      | Patsapong Amsam-ang      | 5,35 m      |
| Salto in lungo | Lin Yu-Tang                | 8,02 m      | Jeswin Aldrin               | 7,97 m      | Zhang Mingkun            | 7,92 m      |
| Salto triplo | Fang Yaoqing               | 17,20 m     | Praveen Chithravel          | 16,98 m     | Yu Kyu-min               | 16,73 m     |
| Getto del peso | Tajinderpal Singh Toor     | 19,49 m     | Karanveer Singh             | 19,37 m     | Chen Xiaodong            | 18,85 m     |
| Eptathlon | Yuma Maruyama              | 5 801 p.    | Keisuke Okuda               | 5 497 p.    | Janry Ubas               | 5 246 p.    |
| record mondiale; record mondiale stagionale; record asiatico; record dei campionati; record nazionale; record personale; record personale stagionale. |                            |             |                             |             |                          |             |

## Donne
| Specialità | Oro                         | Prestazione | Argento               | Prestazione | Bronzo                    | Prestazione   |
| 60 m | Farzaneh Fasihi             | 7"28        | Olga Safronova        | 7"32        | Valentine Vanessa Lonteng | 7"37          |
| 400 m | Elina Mikhina               | 54"07       | Thi Huyen Nguyen      | 54"67       | Sri Maya Sari             | 54"88         |
| 800 m | Hongjiao Wu                 | 2'06"85     | Ayano Shiomi          | 2'07"18     | Xinyu Rao                 | 2'08"75       |
| 1500 m | Thi Oanh Nguyen             | 4'15"55     | Yume Goto             | 4'19"29     | Akbayan Nurmamet          | 4'21"31       |
| 3000 m | Caroline Chepkoech Kipkirui | 9'01"98     | Wuga He               | 9'03"43     | Yuma Yamamoto             | 9'09"29       |
| 60 m ostacoli | Masumi Aoki                 | 8"01        | Jyothi Yarraji        | 8"13        | Jiamin Chen               | 8"15          |
| Staffetta 4 × 400 m | Kazakistan                  | 3'44"21     | Uzbekistan            | 3'46"45     | Non assegnata             | Non assegnata |
| Salto in alto | Nadežda Dubovickaja         | 1,89 m      | Kristina Ovchinnikova | 1,89 m      | Elizaveta Matveeva        | 1,84 m        |
| Salto con l'asta | Mayu Nasu                   | 4,00 m      | Vengatesh Pavithra    | 4,00 m      | Rosy Meena Paulraj        | 3,90 m        |
| Salto in lungo | Sumire Hata                 | 6,64 m      | Yingying Huang        | 6,43 m      | Darya Reznichenko         | 6,37 m        |
| Salto triplo | Sharifa Davronova           | 13,98 m     | Mariko Morimoto       | 13,66 m     | Ting Chen                 | 13,52 m       |
| Getto del peso | Yu-Sun Jeong                | 16,98 m     | Su-Jung Lee           | 16,45 m     | Eki Febri Ekawati         | 15,44 m       |
| Pentathlon | Ekaterina Voronina          | 4 386 p.    | Swapna Barman         | 4 119 p.    | Yuki Yamasaki             | 4 078 p.      |
| record mondiale; record mondiale stagionale; record asiatico; record dei campionati; record nazionale; record personale; record personale stagionale. |                             |             |                       |             |                           |               |

## Medagliere
Legenda
     Paese ospitante
| Posizione | Paese          | Oro | Argento | Bronzo | Totale |
| --------- | -------------- | --- | ------- | ------ | ------ |
| 1         | Giappone       | 6   | 5       | 4      | 15     |
| 2         | Kazakistan     | 6   | 3       | 3      | 12     |
| 3         | Qatar          | 2   | 4       | 2      | 8      |
| 4         | Cina           | 2   | 2       | 6      | 10     |
| 5         | Uzbekistan     | 2   | 1       | 1      | 4      |
| 6         | India          | 1   | 6       | 1      | 8      |
| 7         | Corea del Sud  | 1   | 2       | 1      | 4      |
| 8         | Taipei cinese  | 1   | 1       | 0      | 2      |
| 8         | Vietnam        | 1   | 1       | 0      | 2      |
| 10        | Arabia Saudita | 1   | 0       | 0      | 1      |
| 10        | Bangladesh     | 1   | 0       | 0      | 1      |
| 10        | Iran           | 1   | 0       | 0      | 1      |
| 10        | Kuwait         | 1   | 0       | 0      | 1      |
| 14        | Hong Kong      | 0   | 1       | 0      | 1      |
| 15        | Indonesia      | 0   | 0       | 3      | 3      |
| 16        | Filippine      | 0   | 0       | 1      | 1      |
| 16        | Siria          | 0   | 0       | 1      | 1      |
| 16        | Tagikistan     | 0   | 0       | 1      | 1      |
| 16        | Thailandia     | 0   | 0       | 1      | 1      |
| Totale    | Totale         | 26  | 26      | 25     | 77     |